# Киземшек (Жанасемейський район)
Киземше́к (каз. Қыземшек) — село у складі Жанасемейського району Абайської області Казахстану. Входить до складу Кокентауського округу.
Населення — 117 осіб (2021; 250 у 2009, 288 у 1999, 472 у 1989).
Національний склад станом на 1989 рік:
- казахи — 100 %

До 1990 року село називалось Щербаковка.